# Boga Sukudua
Boga Sukudua (antigament Boga o Batu Bahara Urung Boga) fou un dels estats de la confederació (urung) de Batoe Bahara a les Índies Orientals Holandeses. Tenia una superfície de 5 km² i es va formar per la unió dels estats de Boga (3 km²) i Sukudua (2 km²) sota el rei de Boga. Estava situat a la costa oriental de Sumatra.